# Manuel Michel
Manuel C. Michel Zamora (San Gabriel, Jalisco; 20 de enero de 1885 - Guadalajara, Jalisco; 6 de octubre de 1935) fue un militar mexicano que participó en la Guerra Cristera y fue Presidente de la Junta de caminos. Fue uno de los principales impulsores para que se aprobara y construyera el primer camino automovilístico que existió entre Sayula, San Gabriel y Autlán.
El general Manuel Michel colaboró con el general Andrés Salazar, en ese entonces jefe militar de los cristeros en Colima, en las campañas del sur de Jalisco. Antes de la guerra, el General trabajaba una Hacienda.
Arrendó con 25 jornaleros. Michel es conocido por lograr ser tomado por los civiles en el sur de Jalisco como autoridad militar y civil, asignándose tareas tanto espirituales como administrativas, económicas y militares. Michel fue muy conocido en la región de Zapotitlán, pues organizó un regimiento de 500 soldados y controló todo el sur de Jalisco. Creó autoridades judiciales, instaló escuelas y nombró presidentes municipales. Logró que los hacendados de la región les entregaran a las autoridades cristeras alimento que logró que estas subsistieran hasta 1929. Manuel Michel se puso de acuerdo con el general federal Andrés Figueroa para hacer la entrega de sus armas y presentar su tropa en San Gabriel, Jalisco. Figueroa envió al brigadier Ervey González Díaz para lograr el cometido, el viernes que se celebraba al señor de Amula. En sus filas se encontraban entre otros el capitán David Pérez Rulfo, Isaías Villa Michel y Matías Villa Michel.